# Estació de la Beguda
La Beguda és una estació de la línia R6 de la Línia Llobregat-Anoia de FGC situada al terme municipal de Masquefa a la comarca de l'Anoia, però que dona servei al nucli de població de la Beguda Alta de Sant Llorenç d'Hortons que està situat a la comarca de l'Alt Penedès. Aquesta estació es va inaugurar el 1893.
| Línia Llobregat-Anoia de FGC |                        |       |               |                        |
| Procedència/Destinació       | <                      | Línia | >             | Procedència/Destinació |
| Barcelona - Pl. Espanya      | Sant Esteve Sesrovires |       | Can Parellada | Igualada               |